# Cerro de la Virgen, Puebla
Cerro de la Virgen är en ort i Mexiko.   Den ligger i kommunen Chignahuapan och delstaten Puebla, i den sydöstra delen av landet, 110 km öster om huvudstaden Mexico City. Cerro de la Virgen ligger 2 748 meter över havet och antalet invånare är 192.
Terrängen runt Cerro de la Virgen är kuperad. Runt Cerro de la Virgen är det ganska tätbefolkat, med 56 invånare per kvadratkilometer. Närmaste större samhälle är Chignahuapan, 15,6 km norr om Cerro de la Virgen. I omgivningarna runt Cerro de la Virgen växer i huvudsak blandskog.